# سیارک ۵۱۱۰
سیارک ۵۱۱۰ (به انگلیسی: 5110 Belgirate، نامگذاری:1987SV) پنج هزار و صد و دهمین سیارک کشف شده‌است که در ۱۹ سپتامبر ۱۹۸۷ کشف شد.
قدر مطلق سیارک برابر ۱۲٫۷۰ است.